# ExOne
ExOne est une entreprise américaine qui fabrique et commercialise des imprimantes 3D industrielles sable et métal  utilisant la technologie Binder Jetting,,,.
Le 12 août 2021, Desktop Metal, leur principal concurrent, annonce le rachat d'ExOne.